# Assina
Assina (¿- 522 a. C.), hijo de Upadarma, fue rey de Elam en el 522 a. C. al rebelarse contra el rey persa aqueménida Darío I.

## Contexto histórico
En marzo del 522 a. C., un mago llamado Gaumata obtuvo el poder en el imperio persa haciéndose pasar por Esmerdis, el hermano del rey Cambises II. Gaumata pudo hacerlo ya que el Esmerdis verdadero había sido secretamente asesinado por orden de su hermano. Inmediatamente Cambises marchó contra el usurpador, pero murió antes de llegar a Persia. El falso Esmerdis pudo así gobernar.
Ótanes, hermano de la madre de Cambises y Esmerdis, fue el primero en sospechar del engaño. Ótanes invitó a Aspatines y Gobrias a tratar el asunto. Juntos decidieron compartir el secreto con otros tres conspiradores: Hidarnes, Intafrenes y Megabizo I. Estaban todos haciendo planes cuando llegó Darío I y se les añadió. Convenció a los otros de que lo mejor era actuar inmediatamente. Así, el 29 de septiembre del 522 a. C., mataron al falso Esmerdis. Darío fue nombrado rey.

## Múltiples rebeliones
Inmediatamente varias provincias se rebelaron. La rebelión de Assina en Elam se inició probablemente en los primeros días de octubre del 522 a. C., muy poco tiempo después del asesinato del usurpador Gaumata. Es importante remarcar el hecho que Assina, siendo elamita, tenía un nombre iraní.
La revuelta fue suprimida casi inmediatamente. Esto se deduce del relieve que se encuentra sobre la inscripción de Behistún, que muestra a los oponentes de Darío por orden de su muerte. El hombre representado tras Assina, Nidintubel, fue derrotado en diciembre. En la misma inscripción, Darío escribe que Assina fue llevado hasta él con grilletes, y que él personalmente ejecutó al reo.

## Elam inquieta
Este hecho no representó el final de las rebeliones en la intranquila Elam. Un nuevo rey, Martiya, continuó el pulso al poder de Darío. Gobernó cierto tiempo, pero fue asesinado por la población elamita en junio del 521 a. C. Posteriormente Martiya fue sucedido por otro rey rebelde, Atamaita, quien fue capturado por el Gobrias anteriormente mencionado en otoño del 521 a. C. o en el siguiente invierno. De nuevo, Darío se encargó personalmente del rebelde.